# ماکسون افکتس
ماکسون افکتس (انگلیسی: Maxon Effects) شرکت الکترونیک ژاپنی است، که در سال ۱۹۶۵ تأسیس شد.